# Bijbel (vrijmetselarij)
De bijbel kan men binnen de vrijmetselarij aantreffen als "altaarbijbel", die onderdeel is van de vrijmetselaarssymboliek, maar er zijn ook maçonnieke Bijbels die, net als Jongerenbijbels van inleidingen en voetnoten voorzien zijn, maar dan gericht op vrijmetselaars.

## Gebruik binnen de ritus ("altaarbijbels")
De bijbel heeft binnen de reguliere vrijmetselarij een belangrijke symbolische functie. Binnen de Nederlandse vrijmetselarij wordt traditioneel de Bijbel als eerste grote licht gezien, omdat het een heilig boek is waarachter het merendeel van de Nederlandse vrijmetselaren zich kan scharen. In individuele gevallen kan een ander heilig boek opengeslagen worden. Samen met passer en winkelhaak vormt de Bijbel de Drie Grote Lichten der Vrijmetselarij. Binnen de Europese continentale vrijmetselarij wordt de bijbel tijdens open loge geopend op het eerste hoofdstuk van het evangelie volgens Johannes (Joh. 1:5), in tegenstelling tot de Angelsaksische vrijmetselarij waar de bijbel opengeslagen wordt op een relevante passage uit het oude testament. De desbetreffende bijbel staat daar dan bekend als altaarbijbel. Bij het openen wordt in een Nederlandse reguliere loge de zin uit het Evangelie van Johannes "Het licht schijnt in de duisternis" uitgesproken.

## Maçonnieke bijbels

Washingtons Inauguratie

Binnen de Angelsaksische vrijmetselarij staat de bijbel bekend als "The volume of Sacred Law", een term waaronder alle heilige geschriften kunnen vallen. Soms hebben deze bijbels maçonnieke inleidingen, voetnoten die verwijzen naar de graden en/of rituelen van de vrijmetselarij, en/of zijn ze versierd met vrijmetselaarssymboliek. Deze bijbels worden maçonnieke bijbels genoemd. Ze kunnen dienen voor zowel ceremonieel als persoonlijk gebruik. De bekendste maçonnieke bijbel is de George Washington Inaugural Bible, waarop niet alleen George Washington, maar ook Warren G. Harding, Dwight D. Eisenhower, Jimmy Carter, en George H.W. Bush de eed aflegden tijdens hun inauguratie tot president van de Verenigde Staten Deze bijbel wordt tegenwoordig nog gebruikt als altaarbijbel in de St. John's Lodge No.1 van de Grand Lodge of New York.

## Andere boeken der Heilige Wet
Vrijmetselarij staat open voor alle religies, dus er bestaan naast maçonnieke bijbels ook maçonnieke thora's, maçonnieke korans enz. De heilige boeken duidt men binnen de Angelsaksische vrijmetselarij aan als "Volume of Sacred Law".